# Alexandr Tichonov
Alexandr Ivanovič Tichonov (Алекса́ндр Ива́нович Ти́хонов, 2. ledna 1947 Ujskoje, Čeljabinská oblast) je bývalý sovětský biatlonista, člen klubu Dynamo Novosibirsk a čtyřnásobný olympijský vítěz.

## Sportovní úspěchy
V roce 1968 vyhrál se sovětskou štafetou mistrovství světa juniorů v biatlonu. Jako člen štafety na 4×7,5 km získal v letech 1968 až 1980 čtyři zlaté olympijské medaile v řadě, nejlepším individuálním výsledkem bylo druhé místo v roce 1968. Z mistrovství světa v biatlonu má sedmnáct medailí, z toho jedenáct zlatých: v letech 1969, 1970, 1971, 1973, 1974 a 1977 vyhrál štafetu, v letech 1969, 1970 a 1973 závod jednotlivců na 20 km a v letech 1976 a 1977 sprint jednotlivců. Vyhrál dva závody Světového poháru a v sezóně 1978/79 skončil na čtvrtém místě celkové klasifikace. Také byl čtrnáctkrát mistrem SSSR v biatlonu a jednou v běhu na lyžích.

## Další aktivity
Za své výkony obdržel Leninův řád, Řád rudé hvězdy a medaili Za vynikající práci, byl jmenován zasloužilým mistrem sportu. Ve městě Uvat bylo v roce 2008 otevřeno muzeum věnované jeho sportovní kariéře. Po ukončení závodní kariéry se stal trenérem, později podnikal v cestovním ruchu, prodeji automobilů a potravinářském průmyslu. Byl předsedou Ruského biatlonového svazu a místopředsedou Mezinárodní biatlonové unie, v roce 1999 neúspěšně kandidoval na gubernátora Moskevské oblasti. Na počátku tisíciletí pobýval v Praze. V roce 2000 byl spolu s bratrem Viktorem a dalšími osobami obviněn, že plánovali vraždu Amana Tulejeva, gubernátora Kemerovské oblasti. V roce 2007 byl odsouzen k odnětí svobody na tři roky, trest mu byl odpuštěn kvůli amnestii.

## Olympijské výsledky
- 1968: 2. v závodě jednotlivců, 1. ve štafetě
- 1972: 4. v závodě jednotlivců, 1. ve štafetě
- 1976: 5. v závodě jednotlivců, 1. ve štafetě
- 1980: 9. v závodě jednotlivců, 1. ve štafetě